# Méry-sur-Marne
Pour les articles homonymes, voir Méry.
Méry-sur-Marne est une commune française située dans le département de Seine-et-Marne en région Île-de-France.

## Géographie

### Localisation
Le village est situé dans une boucle de la Marne (rive droite) face à Saâcy-sur-Marne sur l'autre rive, à 1 km à l'ouest de Luzancy et 6 km de La Ferté-sous-Jouarre.

### Communes limitrophes
| Sainte-Aulde | Bézu-le-Guéry (Aisne) | Nanteuil-sur-Marne |
| Luzancy      | Méry-sur-Marne        |                    |
|              |                       | Saâcy-sur-Marne    |

### Géologie et relief
La commune est classée en zone de sismicité 1, correspondant à une sismicité très faible. L'altitude varie de 52 mètres à 196 mètres pour le point le plus haut , le centre du bourg se situant à environ 80 mètres d'altitude (mairie).

### Hydrographie

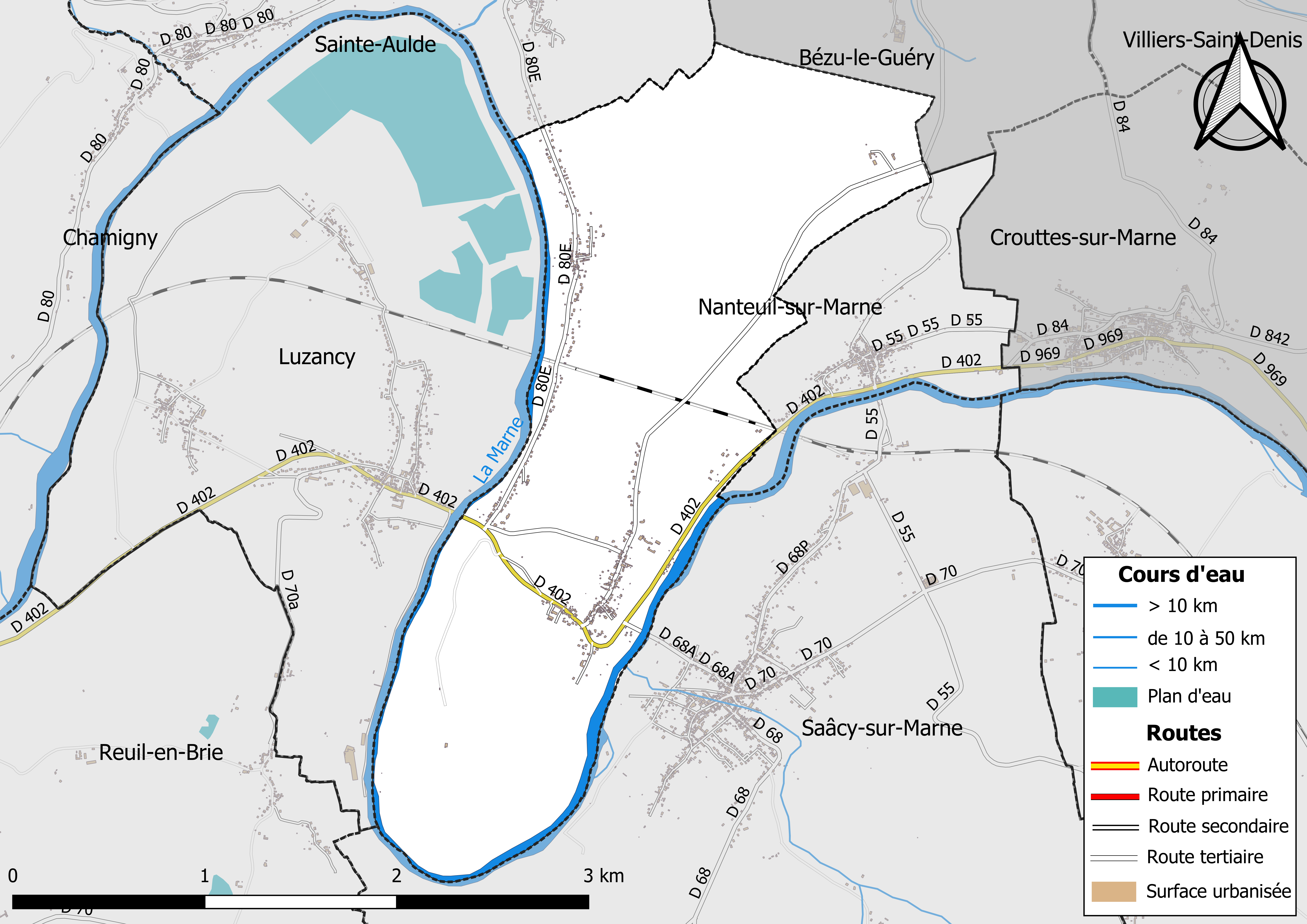
Carte des réseaux hydrographique et routier de Méry-sur-Marne.

Le réseau hydrographique de la commune se compose de trois cours d'eau référencés :
- la rivière la Marne, longue de 514,26 km[3], principal affluent de la Seine, ainsi que :
  - un bras de 0,39 km[4] ;
  - le ru Philippe, long de 3,91 km[5], affluent de la Marne.

Le ru de Courcelles se jette dans la Marne.
La longueur totale des cours d'eau sur la commune est de 2,58 km.

### Climat
Pour des articles plus généraux, voir Climat de l'Île-de-France et Climat de Seine-et-Marne.
En 2010, le climat de la commune est de type climat océanique dégradé des plaines du Centre et du Nord, selon une étude du CNRS s'appuyant sur une série de données couvrant la période 1971-2000. En 2020, Météo-France publie une typologie des climats de la France métropolitaine dans laquelle la commune est exposée à un climat océanique altéré et est dans la région climatique Nord-est du bassin Parisien, caractérisée par un ensoleillement médiocre, une pluviométrie moyenne régulièrement répartie au cours de l’année et un hiver froid (3 °C).
Pour la période 1971-2000, la température annuelle moyenne est de 10,8 °C, avec une amplitude thermique annuelle de 14,9 °C. Le cumul annuel moyen de précipitations est de 729 mm, avec 12 jours de précipitations en janvier et 7,9 jours en juillet. Pour la période 1991-2020, la température moyenne annuelle observée sur la station météorologique la plus proche, située sur la commune de Saint-Cyr-sur-Morin à 7 km à vol d'oiseau, est de 11,2 °C et le cumul annuel moyen de précipitations est de 814,8 mm,. Pour l'avenir, les paramètres climatiques de la commune estimés pour 2050 selon différents scénarios d'émission de gaz à effet de serre sont consultables sur un site dédié publié par Météo-France en novembre 2022.

### Milieux naturels et biodiversité

#### Réseau Natura 2000

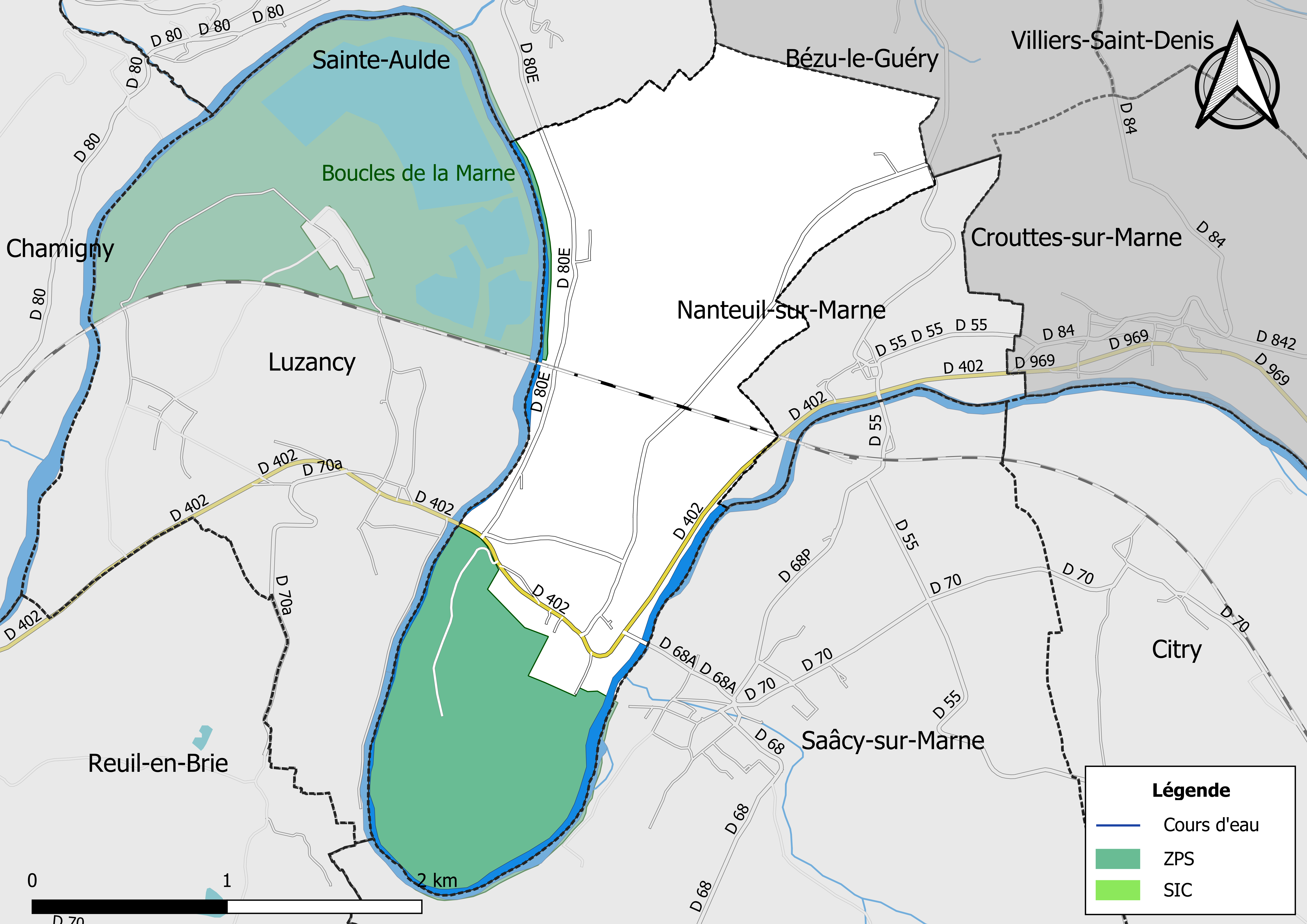
Sites Natura 2000 sur le territoire communal.

Le réseau Natura 2000 est un réseau écologique européen de sites naturels d’intérêt écologique élaboré à partir des Directives « Habitats » et « Oiseaux ». Ce réseau est constitué de Zones spéciales de conservation (ZSC) et de Zones de protection spéciale (ZPS). Dans les zones de ce réseau, les États Membres s'engagent à maintenir dans un état de conservation favorable les types d'habitats et d'espèces concernés, par le biais de mesures réglementaires, administratives ou contractuelles.
Un  site Natura 2000 a été défini sur la commune au titre de la « directive Oiseaux », :  
- les « Boucles de la Marne », d'une superficie de 2 641 ha, un lieu refuge pour une population d’Œdicnèmes criards d’importance régionale qui subsiste malgré la détérioration des milieux[15],[16].

#### Zones naturelles d'intérêt écologique, faunistique et floristique

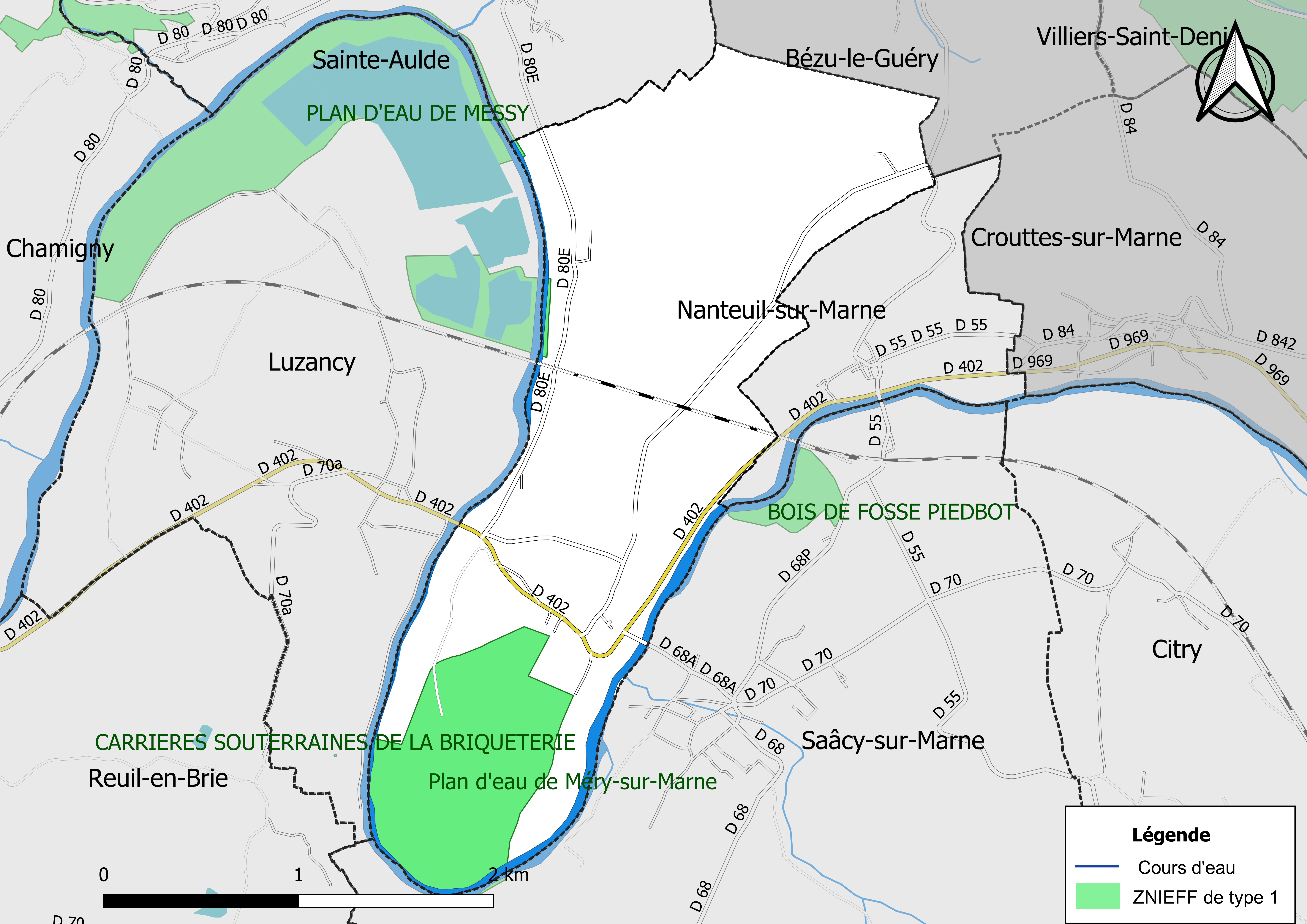
Carte des ZNIEFF de type 1 localisées sur la commune.

L’inventaire des zones naturelles d'intérêt écologique, faunistique et floristique (ZNIEFF) a pour objectif de réaliser une couverture des zones les plus intéressantes sur le plan écologique, essentiellement dans la perspective d’améliorer la connaissance du patrimoine naturel national et de fournir aux différents décideurs un outil d’aide à la prise en compte de l’environnement dans l’aménagement du territoire.
Le territoire communal de Méry-sur-Marne comprend une ZNIEFF de type 1,,, 
le « plan d'eau de Méry-sur-Marne » (98,74 ha).

## Urbanisme

### Typologie
Au 1er janvier 2024, Méry-sur-Marne est catégorisée commune rurale à habitat dispersé, selon la nouvelle grille communale de densité à sept niveaux définie par l'Insee en 2022.
Elle appartient à l'unité urbaine de Saâcy-sur-Marne, une agglomération intra-départementale regroupant cinq  communes, dont elle est une commune de la banlieue,,. Par ailleurs la commune fait partie de l'aire d'attraction de Paris, dont elle est une commune de la couronne,. Cette aire regroupe 1 929 communes,.

### Lieux-dits et écarts
La commune compte 101 lieux-dits administratifs répertoriés consultables ici (source : le fichier Fantoir) dont Courcelles, le Limon.

### Occupation des sols
L'occupation des sols de la commune, telle qu'elle ressort de la base de données européenne d’occupation biophysique des sols Corine Land Cover (CLC), est marquée par l'importance des forêts et milieux semi-naturels (43,3 % en 2018), une proportion sensiblement équivalente à celle de 1990 (43,8 %). La répartition détaillée en 2018 est la suivante : 
forêts (43,3% ), terres arables (29,7% ), zones urbanisées (12,4% ), prairies (7,3% ), eaux continentales (5,1% ), zones agricoles hétérogènes (2% ), cultures permanentes (0,1 %).
Parallèlement, L'Institut Paris Région, agence d'urbanisme de la région Île-de-France, a mis en place un inventaire numérique de l'occupation du sol de l'Île-de-France, dénommé le MOS (Mode d'occupation du sol), actualisé régulièrement depuis sa première édition en 1982. Réalisé à partir de photos aériennes, le Mos distingue les espaces naturels, agricoles et forestiers mais aussi les espaces urbains (habitat, infrastructures, équipements, activités économiques, etc.) selon une classification pouvant aller jusqu'à 81 postes, différente de celle de Corine Land Cover,,. L'Institut met également à disposition des outils permettant de visualiser par photo aérienne l'évolution de l'occupation des sols de la commune entre 1949 et 2018.

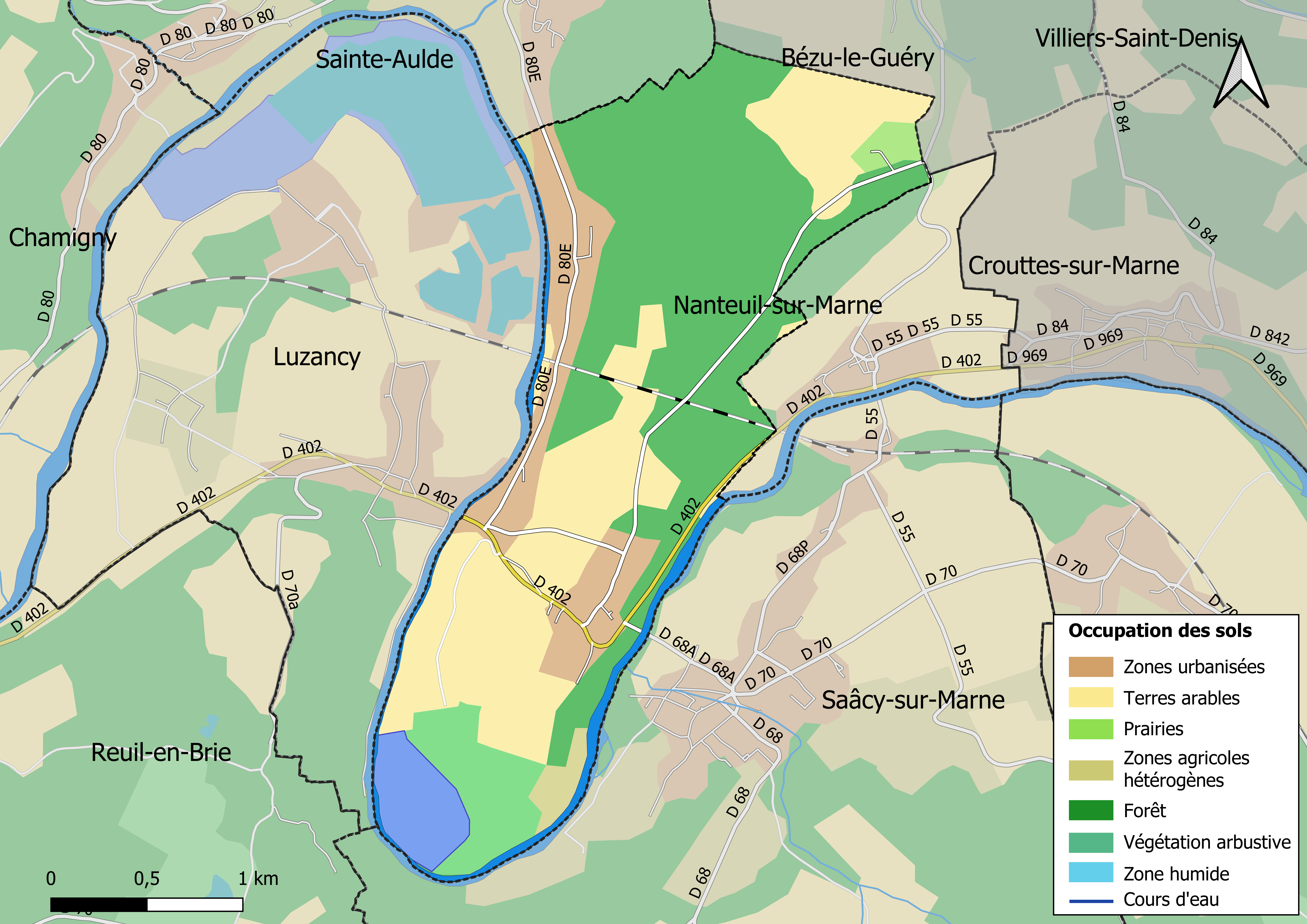
Carte des infrastructures et de l'occupation des sols en 2018 (CLC) de la commune.
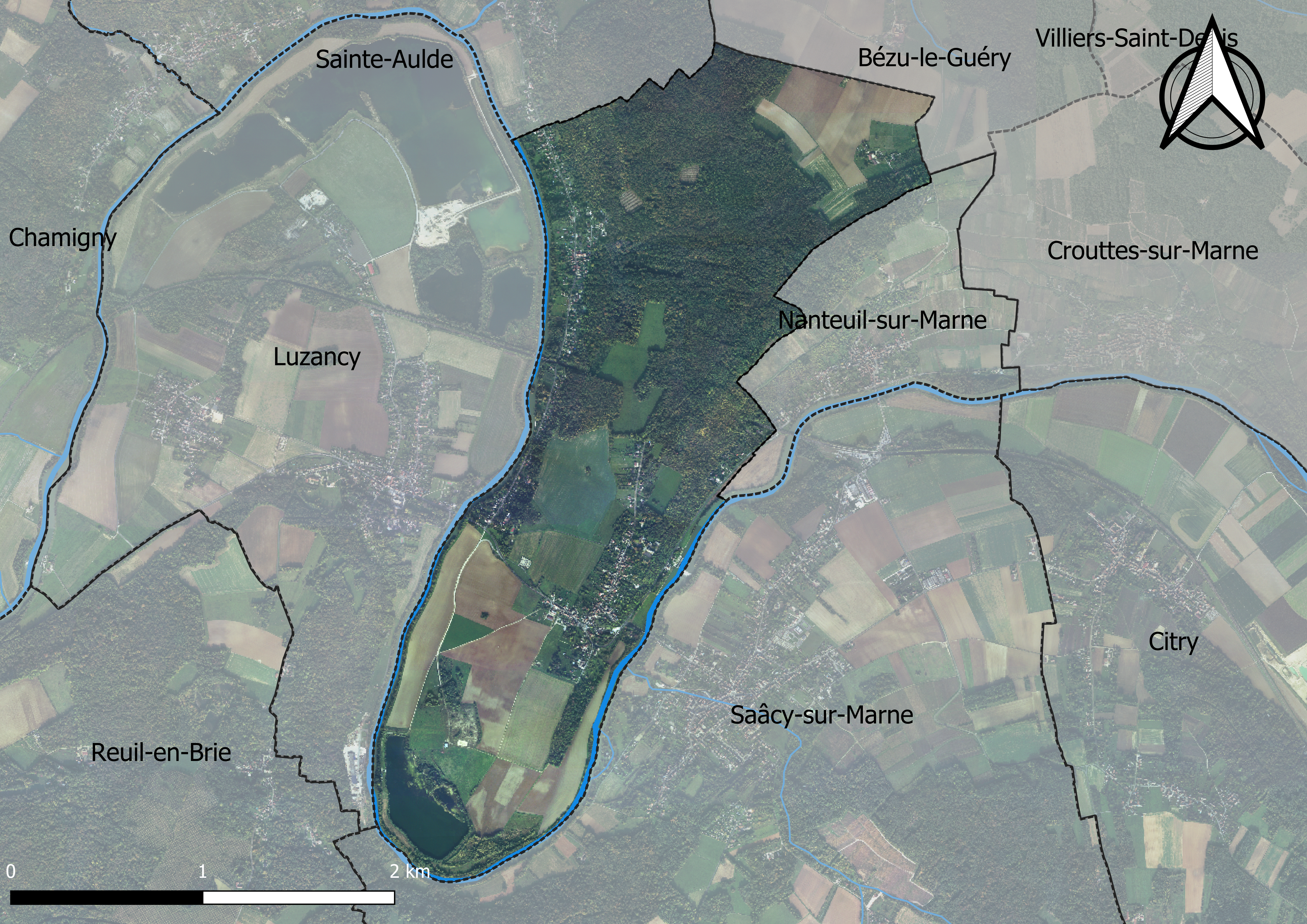
Carte orhophotogrammétrique de la commune.

### Planification
La commune disposait en 2019 d'un plan local d'urbanisme en révision. Le zonage réglementaire et le règlement associé peuvent être consultés sur le Géoportail de l'urbanisme.

### Logement
En 2017, le nombre total de logements dans la commune était de 325 dont 96,6 % de maisons (maisons de ville, corps de ferme, pavillons, etc.) et 2,8 % d'appartements.
Parmi ces logements, 78,2 % étaient des résidences principales, 8,8 % des résidences secondaires et 13 % des logements vacants.
La part des ménages fiscaux propriétaires de leur résidence principale s'élevait à 90,9 % contre 6,3 % de locataires et 2,8 % logés gratuitement.

### Voies de communication et transports

#### Transports
La commune est desservie par les lignes du réseau de bus Brie et 2 Morin :
- No 31 (La Ferté-sous-Jouarre - La Ferté-sous-Jouarre) ;
- No 32 (Saacy-sur-Marne - La Ferté-sous-Jouarre) ;
- No 32S (Bassevelle - La Ferté-sous-Jouarre).

## Toponymie
Méry en 1793 et en 1801.
Le nom de la localité est mentionné sous les formes Villa que dicitur Mery vers 1135,, ; Meri en 1151,, ; Meri au XIIIe siècle,,.
L'étymologie possible de Méry-sur-Marne est un nom qui se serait formé à partir du nom de personne romaine Marius plus le suffixe  gallo-romain -acum, d'où « le lieu de Marius ».

## Politique et administration

### Liste des maires
| Période   | Période  | Identité            | Étiquette | Qualité               |
| --------- | -------- | ------------------- | --------- | --------------------- |
| 1989      | 2008     | Michel Delaitre     |           |                       |
| 2008      | 2010     | Bernard Desferet    |           |                       |
| 2010      | 2014     | Michel Delaitre     |           |                       |
| 2014      | 2020     | Jean-Pierre Clément |           |                       |
| 2020      | 2024     | Isabel Frade        |           | Gestionnaire locative |
| mars 2025 | En cours | Sami Seddik         |           | Retraité              |

## Équipements et services

### Eau et assainissement
L’organisation de la distribution de l’eau potable, de la collecte et du traitement des eaux usées et pluviales relève des communes. La loi NOTRe de 2015 a accru le rôle des EPCI à fiscalité propre en leur transférant cette compétence. Ce transfert devait en principe être effectif au 1er janvier 2020, mais la loi Ferrand-Fesneau du 3 août 2018 a introduit la possibilité d’un report de ce transfert au 1er janvier 2026,.

#### Assainissement des eaux usées
En 2020, la gestion du service d'assainissement collectif de la commune de Méry-sur-Marne est assurée par la communauté d'agglomération Coulommiers Pays de Brie (CACPB) pour la collecte, le transport et la dépollution. Ce service est géré en délégation par une entreprise privée, dont le contrat arrive à échéance le 31 décembre 2025,,.
L’assainissement non collectif (ANC) désigne les installations individuelles de traitement des eaux domestiques qui ne sont pas desservies par un réseau public de collecte des eaux usées et qui doivent en conséquence traiter elles-mêmes leurs eaux usées avant de les rejeter dans le milieu naturel. La communauté d'agglomération Coulommiers Pays de Brie (CACPB) assure pour le compte de la commune le service public d'assainissement non collectif (SPANC), qui a pour mission de vérifier la bonne exécution des travaux de réalisation et de réhabilitation, ainsi que le bon fonctionnement et l’entretien des installations,.

#### Eau potable
En 2020, l'alimentation en eau potable est assurée par la communauté d'agglomération Coulommiers Pays de Brie (CACPB) qui en a délégué la gestion à la SAUR, dont le contrat expire le 31 décembre 2025,.

## Population et société

### Démographie
Les habitants sont appelés les Méricards.
L'évolution du nombre d'habitants est connue à travers les recensements de la population effectués dans la commune depuis 1793. Pour les communes de moins de 10 000 habitants, une enquête de recensement portant sur toute la population est réalisée tous les cinq ans, les populations de référence des années intermédiaires étant quant à elles estimées par interpolation ou extrapolation. Pour la commune, le premier recensement exhaustif entrant dans le cadre du nouveau dispositif a été réalisé en 2008.

En 2022, la commune comptait 683 habitants, en évolution de +1,79 % par rapport à 2016 (Seine-et-Marne : +3,92 %, France hors Mayotte : +2,11 %).
| 1793 | 1800 | 1806 | 1821 | 1831 | 1836 | 1841 | 1846 | 1851 |
| ---- | ---- | ---- | ---- | ---- | ---- | ---- | ---- | ---- |
| 443  | 406  | 415  | 467  | 474  | 468  | 433  | 517  | 418  |

| 1856 | 1861 | 1866 | 1872 | 1876 | 1881 | 1886 | 1891 | 1896 |
| ---- | ---- | ---- | ---- | ---- | ---- | ---- | ---- | ---- |
| 340  | 350  | 321  | 300  | 300  | 281  | 273  | 296  | 261  |

| 1901 | 1906 | 1911 | 1921 | 1926 | 1931 | 1936 | 1946 | 1954 |
| ---- | ---- | ---- | ---- | ---- | ---- | ---- | ---- | ---- |
| 273  | 244  | 265  | 246  | 284  | 260  | 244  | 242  | 313  |

| 1962 | 1968 | 1975 | 1982 | 1990 | 1999 | 2006 | 2008 | 2013 |
| ---- | ---- | ---- | ---- | ---- | ---- | ---- | ---- | ---- |
| 286  | 363  | 374  | 378  | 492  | 483  | 581  | 607  | 646  |

| 2018 | 2022 | - | - | - | - | - | - | - |
| ---- | ---- | - | - | - | - | - | - | - |
| 668  | 683  | - | - | - | - | - | - | - |

## Économie

### Revenus de la population et fiscalité
En 2017, le nombre de ménages fiscaux de la commune était de 263, représentant 662 personnes et la  médiane du revenu disponible par unité de consommation  de 23 780 euros.

### Emploi
En 2017 , le nombre total d’emplois dans la zone était de 74, occupant 310 actifs  résidants.
Le taux d'activité de la population (actifs ayant un emploi) âgée de 15 à 64 ans s'élevait à 69,9 % contre un taux de chômage de 7,5 %.
Les 22,6 % d’inactifs se répartissent de la façon suivante : 10,5 % d’étudiants et stagiaires non rémunérés, 5,3 % de retraités ou préretraités et 6,8 % pour les autres inactifs.

### Entreprises et commerces
En 2018, le nombre d'établissements actifs était de 15 dont  3 dans la construction, 3 dans le commerce de gros et de détail, transports, hébergement et restauration, 1 dans l’information et communication, 2 dans les activités spécialisées, scientifiques et techniques et activités de services administratifs et de soutien, et action sociale et 6  étaient relatifs aux autres activités de services.
En 2019,  15 entreprises ont été créées sur le territoire de la commune, dont 14 individuelles.

### Secteurs d'activité

#### Agriculture
Méry-sur-Marne est dans la petite région agricole dénommée les « Vallées de la Marne et du Morin », couvrant les vallées des deux rivières, en limite de la Brie. En 2010, l'orientation technico-économique de l'agriculture sur la commune est la culture de céréales et d'oléoprotéagineux (COP).
Si la productivité agricole de la Seine-et-Marne se situe dans le peloton de tête des départements français, le département enregistre un double phénomène de disparition des terres cultivables (près de 2 000 ha par an dans les années 1980, moins dans les années 2000) et de réduction d'environ 30 % du nombre d'agriculteurs dans les années 2010. Cette tendance se retrouve au niveau de la commune où le nombre d’exploitations est passé de 2 en 1988 à 1 en 2010. Parallèlement, la taille de ces exploitations diminue, passant de 106 ha en 1988 à 92 ha en 2010.
Le tableau ci-dessous présente les principales caractéristiques des exploitations agricoles de Méry-sur-Marne, observées sur une période de 22 ans : 
|                                      | 1988 | 2000 | 2010 |
| ------------------------------------ | ---- | ---- | ---- |
| Dimension économique,                |      |      |      |
| Nombre d’exploitations (u)           | 2    | 0    | 1    |
| Travail (UTA)                        | 3    | 0    | 1    |
| Surface agricole utilisée (ha)       | 212  | 0    | 92   |
| Cultures                             |      |      |      |
| Terres labourables (ha)              | s    | 0    | s    |
| Céréales (ha)                        | s    |      | s    |
| dont blé tendre (ha)                 | s    |      | s    |
| dont maïs-grain et maïs-semence (ha) | s    |      |      |
| Tournesol (ha)                       | s    |      |      |
| Colza et navette (ha)                | s    |      | s    |
| Élevage                              |      |      |      |
| Cheptel (UGBTA)                      | 20   | 0    | 0    |

## Culture locale et patrimoine

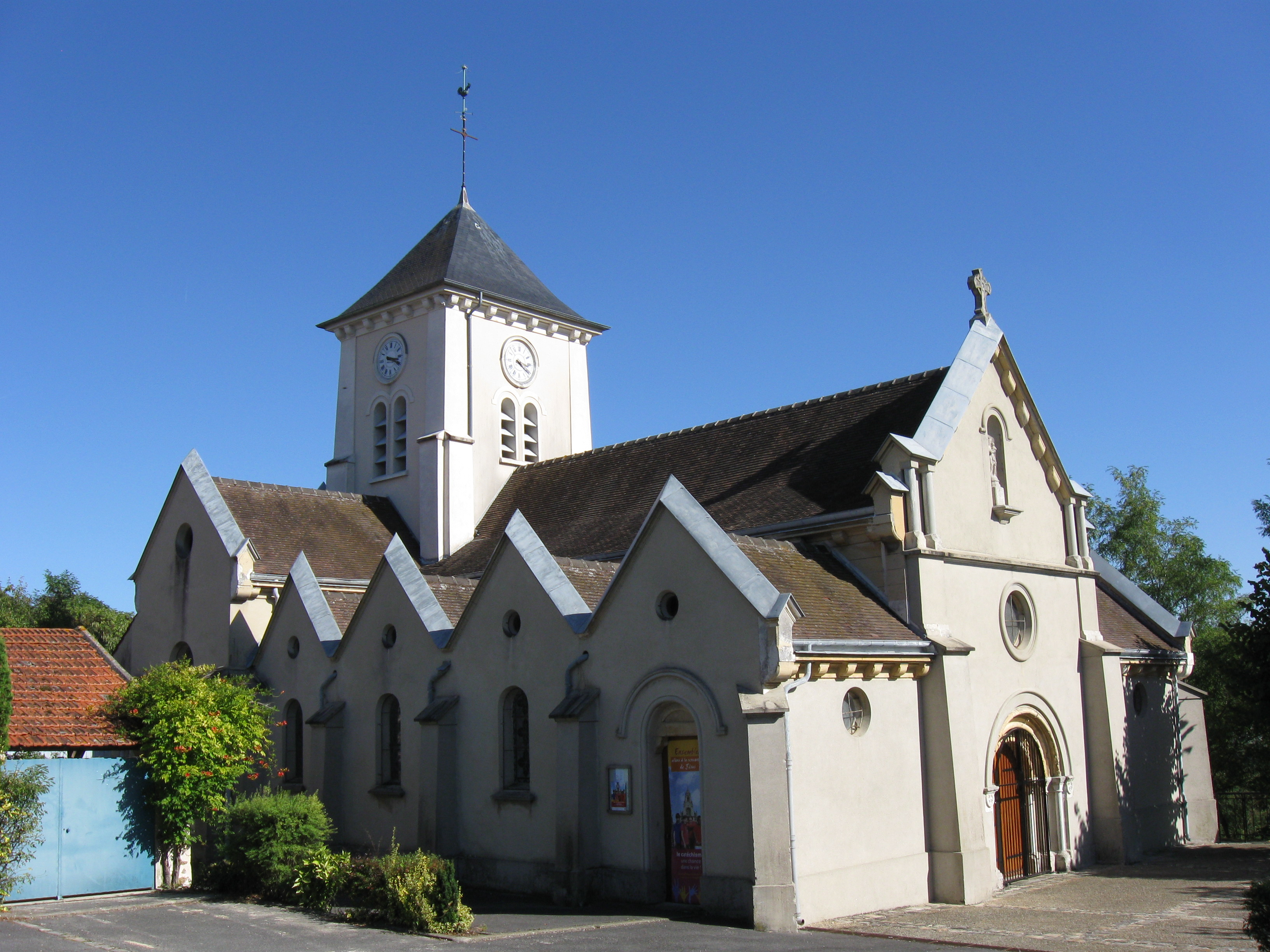
Église Saint-Rémy.

### Lieux et monuments
- Église Saint-Rémy (datée du XVIe siècle).
- Coteaux boisés dominant la vallée de la Marne.
- Passage des sentiers de grande randonnée GR 11A et GR 14A.

### Héraldique
| Blason de Méry-sur-Marne | Blason  | Écartelé : au 1er et au 4e bandé d’or et de gueules, au 2e et au 3e palé d’argent et de sable, au chef de gueules, sur le tout d’azur au chevron d’argent chargé de cinq mouchetures d’hermine de sable, accompagné de trois demi-vols aussi d’argent. |
| Blason de Méry-sur-Marne | Détails | Ces armes sont à l'origine celles de la famille Lechassier de Mery de Montferrand (1 et 4, Méry ; 2 et 3, Montferrand ; sur le tout de Lechassier). Le statut officiel du blason reste à déterminer.                                                   |